# C/2011 W3 (Lovejoy)
Pour les articles homonymes, voir Lovejoy.
Pour les autres comètes découvertes par Terry Lovejoy, voir Comète Lovejoy.
C/2011 W3 (Lovejoy) est une comète périodique rasante du groupe de Kreutz. Elle a été découverte le 27 novembre 2011 par l'astronome amateur australien Terry Lovejoy.
Le périhélie de la comète a eu lieu derrière la couronne solaire le 16 décembre 2011 à 00h35 UTC, à une distance d'environ 820 000 km du centre du Soleil, soit 140 000 km de la surface du Soleil . Il était prévu que, sous l’effet de la chaleur intense du Soleil, cette boule de neige sale de 200 m de diamètre ne survivrait pas à ce passage en rase-motte et se disloquerait, se transformant alors en un nuage diffus de vapeur et de poussières, mais l'Observatoire de la dynamique solaire (SDO) ainsi que le satellite belge PROBA2 ont observé la comète émerger de la couronne solaire,.
La comète fut tout d'abord vue par le satellite STEREO-A le 3 décembre, puis apparut dans le champ de l’instrument LASCO C3 de SOHO dans la nuit du 13 au 14 décembre 2011. Avant que la comète passe à son périhélie, elle a été le sujet de campagnes d'observations de la part de dix-huit instruments sur cinq satellites : STEREO, SOHO, SDO, Hinode et PROBA-2,.
Le 21 décembre 2011 elle est photographiée par l'équipage de la Station spatiale internationale.
Après cette date, la comète devient visible à l’œil nu, à l'aube, pour les observateurs de l'hémisphère sud. Lors de sa réapparition inattendue, la comète est devenue exceptionnellement brillante dans le ciel d'Australie, mais son noyau s'est transformé en nuage de poussière à la forme de cigare. Le noyau s'est disloqué quelques heures après la traversée de la couronne solaire et cet éclat aurait augmenté considérablement la luminosité de la queue.
Elle est considérée comme la grande comète de 2011.

## Galerie

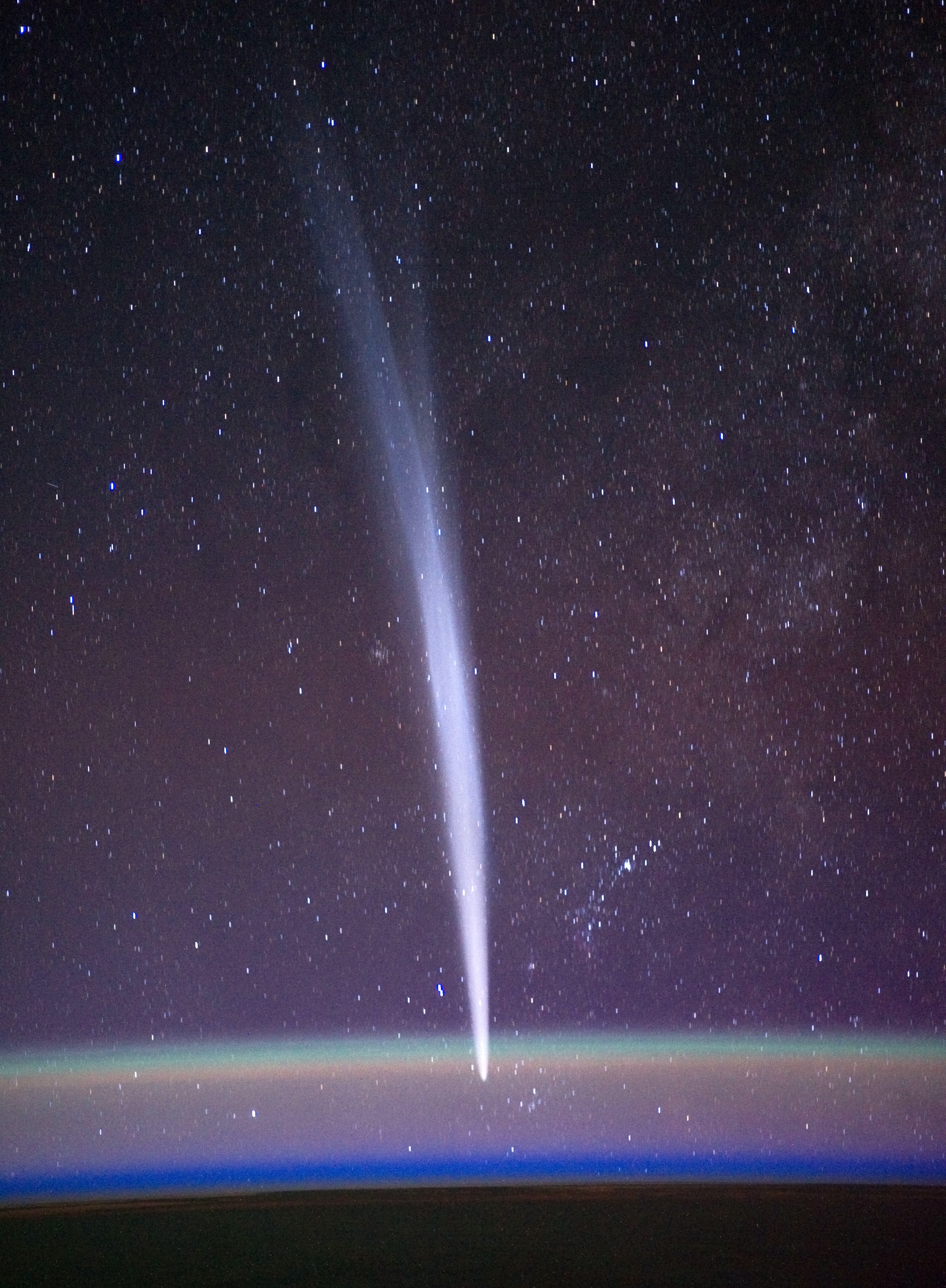
La comète Lovejoy photographiée depuis la Station spatiale internationale, 21 décembre 2011.
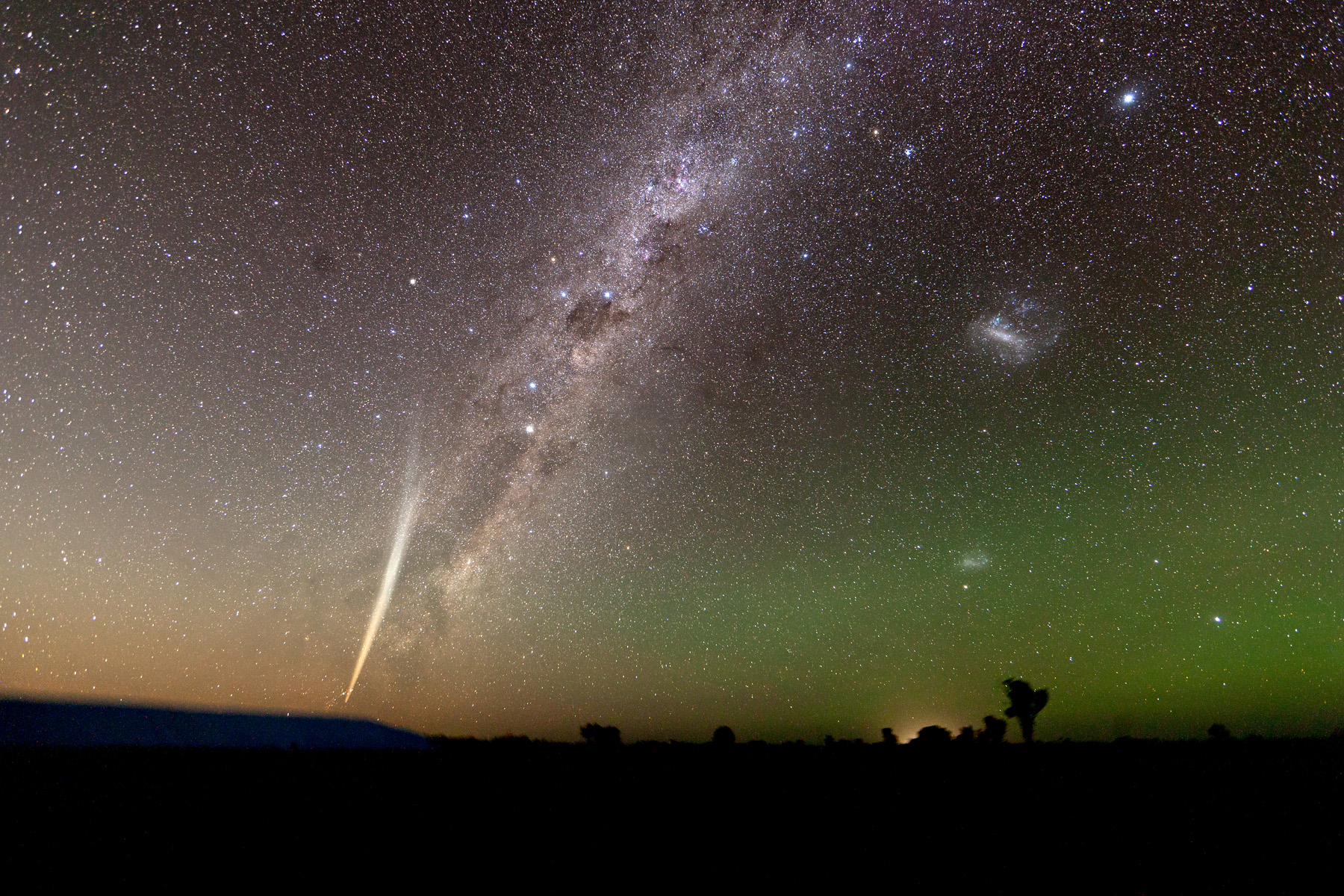
La comète Lovejoy vue depuis la Terre.
- La comète Lovejoy filmée par STEREO.